# Cyfrowa twierdza
Cyfrowa twierdza – pierwsza książka napisana przez amerykańskiego pisarza Dana Browna. Jest to technothriller opisujący spisek wymierzony w stojącą na straży bezpieczeństwa agencję NSA.

## Opis fabuły
Agencja Bezpieczeństwa Narodowego posiada „Translator” – potężny superkomputer pozwalający złamać każdy szyfr w ciągu zaledwie kilku minut. Były pracownik agencji – Japończyk Ensei Tankado – oświadcza publicznie, że udało mu się napisać algorytm, który nie może być złamany metodą „Brute Force”, i wobec którego Translator będzie bezużyteczny. Szyfr zwany „Cyfrową Twierdzą” jest wyzwaniem dla Susan Fletcher – błyskotliwej kryptolog o nienagannej karierze w NSA. We współpracy z dyrektorem wydziału kryptograficznego ma ona okazję przekonać się o bezsilności Translatora, który nie potrafi złamać zaszyfrowanej dokumentacji algorytmu. Tymczasem Tankado wystawia swój zaszyfrowany wynalazek na aukcję, w której oferujący najwięcej dostanie klucz do jedynego bezpiecznego i odpornego na złamanie szyfru. Grozi, że gdyby ktoś próbował go zabić, jego wspólnik North Dakota opublikuje Cyfrową Twierdzę za darmo – to doprowadziłoby do katastrofy wywiadu, nie mogącego rozszyfrować wiadomości grożących bezpieczeństwu kraju. Niedługo po tym Tankado zostaje znaleziony martwy, oficjalna wersja mówi o wadzie serca. Susan, wraz z jej narzeczonym Davidem muszą znaleźć klucz do szyfru i zapobiec rozpowszechnieniu Cyfrowej Twierdzy. Autor książki tworzy skomplikowaną sieć powiązań między bohaterami, których motywacje i działania są nierzadko diametralnie różne od tego, na co wskazują pozory.

## Rozwiązanie
Cyfrowa Twierdza w rzeczywistości jest zamaskowanym wirusem, silnie zaszyfrowanym. Gra pozorów stworzona przez Enseia Tankado ma na celu wzbudzenie ciekawości NSA i wprowadzenie kodu do Translatora z pominięciem filtrów bezpieczeństwa. Klucz Tankado nie jest kluczem do szyfru, lecz hasłem, który unieszkodliwia działanie wirusa. Wirus ten ma za zadanie po upływie określonego czasu zniszczyć zabezpieczenia całego systemu chroniącego wrażliwe i ściśle tajne dane wywiadu.
Wspólnik Tankado – North Dakota – to w rzeczywistości fikcyjne wcielenie jego samego, stworzone tylko i wyłącznie po to, by nadać grze pozorów realizm oraz w celu zabezpieczenia na wypadek próby zabójstwa. Okazuje się, że zabójstwo zostało zlecone przez dyrektora wydziału kryptoanalizy, który chciał podmienić dostępny na stronie algorytm, wprowadzając wcześniej lukę w kodzie (backdoor), by zaszyfrowane wiadomości mogłyby być nadal odszyfrowywane. Stał on też za zabójstwami pracowników NSA, którzy mogliby przeszkodzić w realizacji planu, a całą winę zrzucił na przyjaciela Tankado i pracownika NSA – Grega Hale’a, zabijając go, następnie pozorując samobójstwo i preparując list pożegnalny.
Z pomocą Davida, kryptologom udaje się w ostatniej chwili odczytać wskazówki, które tuż przed śmiercią zostawił Ensei Tankado. Wprowadzają poprawny kod, który unieszkodliwia wirusa.

## Bohaterowie
- Susan Fletcher – Główny kryptograf
- Komandor Trevor J. Strathmore – Dyrektor wydziału kryptoanalizy, zastępca dyrektora NSA do spraw operacyjnych
- David Becker – narzeczony Susan Fletcher
- Ensei Tankado – były pracownik NSA, autor kodu Cyfrowej Twierdzy
- North Dakota (lub NDAKOTA) – rzekomy wspólnik Tankado
- Hulohot – tajemniczy zabójca Tankado
- Greg Hale – kryptograf, przyjaciel Enseia Tankado, nie zgadzający się z pryncypiami NSA

## Nieścisłości
Książka zaczyna się od zapewnienia o prawdziwości zawartych opisów i technologii, w rzeczywistości zawiera wiele nieścisłości matematycznych, błędów w opisach technologii i innych, z których kilka opisano poniżej:
- Bohaterowie książki chcą złamać kod nie znając algorytmu ani klucza. Nieznajomość algorytmu w rzeczywistości powoduje, że nie da się zastosować metody brutalnego ataku.
- Konkluzją książki (oraz często przytaczanym w niej prawem) jest to, że nie istnieje szyfr, którego nie dałoby się złamać. Jest to nieprawda, przykładem technologii szyfrowania, którego nie da się złamać jest szyfrowanie z kluczem jednorazowym.
- Translator – jak jest opisane w książce – pracuje z wydajnością 30 milionów sprawdzonych kluczy na sekundę. W pewnym momencie jeden z bohaterów stwierdza, że maszyna pracuje od ponad 15 godzin i że dlatego klucz musi mieć ponad 10 miliardów znaków. Proste obliczenia matematyczne mówią jednak co innego: 30*106 kluczy na sekundę = (30*106)*60*60*16 = 1728000000000 kluczy w 16 godzin. Z kolei 264 = 18446744073709551616. Oznacza to, że maszyna przy wydajności opisanej w książce nie byłaby nawet w stanie złamać 64-bitowego klucza w 16 godzin.
- Autor opisując technologię kryptografii asymetrycznej pisze, że do odszyfrowania zaszyfrowanej wiadomości potrzebny jest klucz publiczny. W rzeczywistości potrzebny jest klucz prywatny.
- W jednym z opisów seryjnego mordercy autor książki wspomina o tym, że Hulohot jest głuchy, a następnie opisując pościg seryjnego mordercy za Davidem mówi o tym, że Hulohot „słysząc upadek Davida Beckera kieruje się schodami w dół”.
- Analitycy NSA podejrzewają, że wiadomość napisana jest po chińsku, „Przez dwie godziny Becker pracował nad niekończącym się strumieniem mandaryńskich znaków. Za każdym razem, gdy oddawał kolejny przekład, kryptoanalitycy kręcili głowami w rozpaczy. Najwyraźniej nie mogli złamać szyfru. W końcu Becker, który chciał pomóc, zwrócił im uwagę, że wszystkie przetłumaczone ideogramy mają jedną wspólną cechę – są znakami kanji.” O ile wymowa i czasem nieco wygląd może się różnić, to nie znaczenie. Np. chiński znak oznaczający kota ma ten sam wygląd co japoński kanji – mają inną wymowę, ale znaczą to samo.